# 河原井町
河原井町（かわらいちょう）は、埼玉県久喜市の町丁。現行行政地名は河原井町のみで、丁目の設定はない。住居表示未実施地区。郵便番号は346-0028。

## 地理
埼玉県北東部、久喜市南部（久喜地区〈旧久喜市〉南西部）に位置する。北東側で所久喜に、東側で江面および下早見に、東側から南側にかけて原に、南側で除堀・原の飛地・下早見の飛地に、南西側で菖蒲町台に、西側で菖蒲町昭和沼に隣接する。中央部に昭和沼がある。埼玉県道396号下早見菖蒲線が南東側から西側へ通る。旧久喜市と旧南埼玉郡菖蒲町にまたがって造成された久喜菖蒲工業団地のうち、旧久喜市内の区域にあたる。庄兵衛堀川の河川敷や備前堀川の堤防上となっている一部地域が市街化調整区域に指定されており、そのほかは市街化区域（工業専用地域）に指定されている。全体として工業地域となっている。

### 河川・湖沼
- 庄兵衛堀川
- 昭和沼

## 歴史
- 1970年（昭和45年）9月：久喜菖蒲工業団地の造成工事が開始される[5]。
- 1977年（昭和52年）10月12日：町名地番変更により、久喜市大字除堀・大字下早見・大字所久喜・大字原・大字江面の各一部から河原井町が成立[5][8][注釈 2]。
- 2010年（平成22年）3月23日：久喜市・南埼玉郡菖蒲町・北葛飾郡栗橋町・同鷲宮町が合併し、新たな久喜市が発足[11]。同市の町丁となる。

## 世帯数と人口
2025年（令和7年）2月1日時点の世帯数と人口は、以下のとおりである。
| 町丁     | 世帯数 | 人口 |
| -------- | ------ | ---- |
| 河原井町 | 0世帯  | 0人  |

## 小・中学校の学区
市立小・中学校に通う場合、学区（校区）は示されていない。

## 交通

### 鉄道
地内に鉄道路線は通っていない。最寄り駅は地点によって異なり、東日本旅客鉄道（JR東日本）宇都宮線の新白岡駅、または東日本旅客鉄道（JR東日本）宇都宮線・東武伊勢崎線の久喜駅である。

### 路線バス
大和観光自動車により、埼玉県道396号下早見菖蒲線を通る路線バスが運行されている。
- 1-1：久喜駅西口 - 南4丁目 - JA江面支所 - 三井化学産資 - ツバキ山久チェイン - ウェルディングアロイズ - 管理センター（久喜菖蒲工業団地循環）
- 1-2：久喜駅西口 - 南4丁目 - JA江面支所 - 管理センター（直行）
- 2-1：久喜駅西口 - 本町6丁目 - 北陽高校入口 - アリオ鷲宮前 - 東京理科大学 - 清久工業団地 - 資生堂前 - 向野 - ウェルディングアロイズ - 管理センター

また、久喜市内循環バスのうち「除堀・所久喜循環」が運行されている。
- 除堀・所久喜循環：市役所 → 久喜小学校東 → 愛生会内科・婦人科クリニック前 → 久喜駅西口 → 愛生会内科・婦人科クリニック前 → 久喜小学校東 → 市役所 → 市民グラウンド → 総合体育館 → 市民グラウンド → 久喜南コミュニティセンター入口 → 宮前大橋 → すみれ保育園前 → 江面郵便局前 → 沖新田集会所前 → 三箇小学校北側 → 久喜の里 → 久喜菖蒲公園 →  松の木公園前 → ふるさと農園久喜入口 → 久喜警察署東 → 新久喜総合病院 → 本町4丁目 → 久喜郵便局前 → 久喜小学校東 → 愛生会内科・婦人科クリニック前 → 久喜駅西口 → 愛生会内科・婦人科クリニック前 → 久喜小学校東 → 市役所
  - 久喜駅西口発市役所行き：久喜駅西口 → 愛生会内科・婦人科クリニック前 → 久喜小学校東 → 市役所
  - 市役所発久喜駅西口行き：市役所 → 久喜小学校東 → 愛生会内科・婦人科クリニック前 → 久喜駅西口

### 道路
地内に国道および主要地方道は通っていない。
- 埼玉県道396号下早見菖蒲線（下早見菖蒲線[注釈 4]）

## 施設
- 久喜菖蒲工業団地管理センター
- 久喜菖蒲工業団地防犯センター
- 県営久喜菖蒲公園
  - 東園芝生広場
  - 大噴水
- 雨水排水ポンプ場
- 埼玉県古利根川流域下水道河原井中継ポンプ場
- 工業用水浄水場（河原井浄水場）
- 久喜地盤沈下観測所